# Arctapodema ampla
Arctapodema ampla är en nässeldjursart som först beskrevs av Ernst Vanhöffen 1902.  Arctapodema ampla ingår i släktet Arctapodema och familjen Rhopalonematidae. Inga underarter finns listade i Catalogue of Life.